# ماريو تودوروفيتش
ماريو تودوروفيتش (بالكرواتية: Mario Todorović)‏ هو سباح كرواتي، ولد في 11 أكتوبر 1988 في دوبروفنيك في كرواتيا.

## روابط خارجية
- ماريو تودوروفيتش على موقع الاتحاد الدولي للسباحة (الإنجليزية)
- ماريو تودوروفيتش على موقع SwimRankings.net (الإنجليزية)
- ماريو تودوروفيتش على موقع أوليمبيديا (الإنجليزية)